# Џанкшон Сити (Канзас)
Џанкшон Сити (енгл. Junction City) град је у америчкој савезној држави Канзас.

## Демографија
По попису из 2010. године број становника је 23.353, што је 4.467 (23,7%) становника више него 2000. године.
| Група             | 2000.          | 2010.          |
| Белци             | 10.543 (55,8%) | 12.736 (54,5%) |
| Афроамериканци    | 5.041 (26,7%)  | 5.199 (22,3%)  |
| Азијати           | 724 (3,8%)     | 910 (3,9%)     |
| Хиспаноамериканци | 1.569 (8,3%)   | 3.025 (13,0%)  |
| Укупно            | 18.886         | 23.353         |